# Y-РНК
Y-РНК — малые некодирующие РНК, входят в состав рибонуклеопротеинов, содержащих белки Ro60 и La, которые являются мишенью аутоантител у пациентов, страдающих системной красной волчанкой и синдромом Шегрена. Они также необходимы для репликации ДНК, так как взаимодействуют с хроматином и инициаторными белками.
Y-РНК впервые были описаны в 1981 году. Они были выявлены в цитоплазме клеток млекопитающих (человека, мыши и мартышки), в связи с чем получили название Y-РНК от cytoplasmic в противовес ядерным РНК (U-РНК от nuclear).

## Гены
Y-РНК удалось обнаружить у всех исследованных позвоночных, причём у каждого вида есть от одного до четырёх генов Y-РНК, что свидетельствует о дупликациях и делециях этих генов в ходе эволюции позвоночных. У человека насчитываются четыре вида Y-РНК: hY1, hY3, hY4 и hY5. Ранее в их число также включали hY2, однако впоследствии оказалось, что это не отдельный вид Y-РНК, а продукт разрушения РНК hY1. Все 4 гена Y-РНК у человека образуют единый кластер на 7-й хромосоме в локусе 7q36, у других позвоночных они тоже сгруппированы в кластер. Самой древней среди Y-РНК позвоночных, по-видимому, является Y3. Каждый ген Y-РНК транскрибируется РНК-полимеразой III с собственного промотора. Было показано, что малые некодирующие РНК нематод, известные как sbРНК (от англ. stem-bulge — стебельчато-выпуклые), по структуре и функциям гомологичны Y-РНК позвоночных. При этом у нематоды Caenorhabditis elegans есть и одна собственно Y-РНК — CeY-РНК. Малые некодирующие РНК, похожие на Y-РНК позвоночных или sbРНК нематод, были обнаружены у многих других эукариот, например, у протиста Chlamydomonas reinhardtii, у насекомых Anopheles gambiae и Bombyx mori, а также ланцетника Branchiostoma floridae. Сходные РНК имеются и у прокариот, в числе которых Deinococcus radiodurans, Salmonella enterica serovar Typhimurium, Mycobacterium smegmatis и другие. Однако эти бактериальные РНК всё же значительно отличаются от Y-РНК позвоночных и не гомологичны им.

## Структура

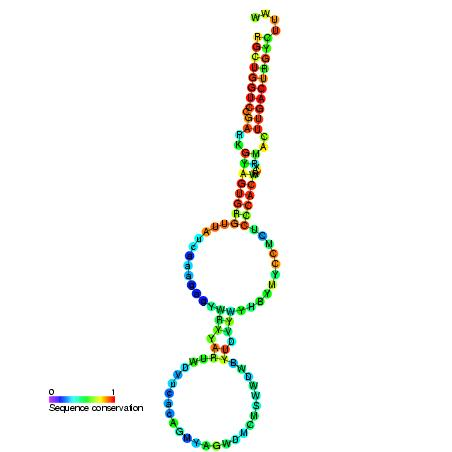
Предполагаемая вторичная структура Y-РНК

Молекулы Y-РНК состоят из 80—120 нуклеотидов и имеют характерную шпилечную вторичную структуру. 5'- и 3'-конец каждой молекулы Y-РНК гибридизуются с образованием двух двуцепочечных стеблевых участков, разделённых небольшой внутренней петлёй. Самая длинная петля — у hY1, самая короткая — у hY5. Нуклеотидные последовательности нижнего и верхнего стеблей высококонсервативны, в то время как последовательности внутренней петли сильно различаются у разных Y-РНК. Нижний стебель несёт консервативно выпяченный остаток цитозина, который является ключевым остатком, участвующим в связывании с белком Ro60. Именно петля взаимодействует с разнообразными белками, в числе которых нуклеолин, PTB и ZBP1. Показано, что стабильность и процессинг 3'-концов Y-РНК зависят от экзорибонуклеазы PARN. Все четыре человеческие Y-РНК взаимодействуют с антивирусной цитидиндеаминазой APOBEC3G, которая также входит в состав рибонуклеопротеинов, содержащих Ro60 и La. Возможно, APOBEC3G осуществляет редактирование Y-РНК. Петлевой домен также задействован во взаимодействии Y-РНК с ядерными хроматиновыми доменами. hY5 взаимодействует с особым набором белков, что указывает на её функции, отличные от прочих Y-РНК — она, например, взаимодействует с рибосомным белком L5 и IFIT5. Кроме того, hY5 взаимодействует с 5S рРНК, преимущественно в неуложенном виде.

## Функции

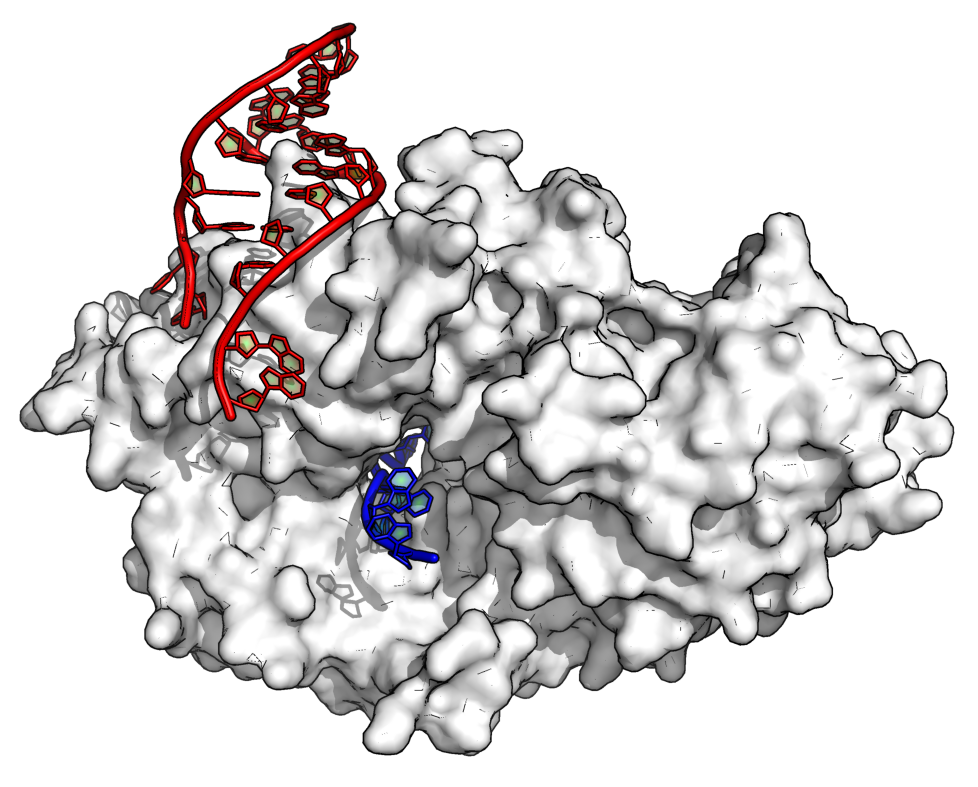
Белок Ro (белый) связывает конец двуцепочечной Y-РНК (красный) и одноцепочечной РНК (синий) (PDB: 1YVP)

Первоначально Y-РНК были описаны как некодирующие РНК, связывающиеся с белком Ro60, который является антигеном, распознаваемым антителами из крови пациентов с системной красной волчанкой и синдромом Шегрена. Ro60 у позвоночных консервативен, его гомологи были выявлены у большинства Metazoa, а также в 5 % бактериальных геномов (среди которых геномы D. radiodurans и Salmonella). У всех этих организмов гомологи Ro60 связываются с Y-РНК или подобными им РНК с образованием рибонуклеопротеинов. У позвоночных Ro60 взаимодействует с нижним стеблевым доменом Y-РНК. С частью рибонуклеопротеинов, состоящих из Ro60 и Y-РНК (RoRNP), связывается белок La. Он необходим для правильной терминации транскрипции, опосредованной РНК-полимеразой III, и связывается с 3'-концевым полиуридиновым хвостом новосинтезированных РНК в ядре. Большинство РНК впоследствии утрачивают полиуридиновый хвост, но Y-РНК его сохраняют и продолжают взаимодействовать с La. Он участвует в накоплении Y-РНК в ядре и защищает их от разрушения экзонуклеазами.
RoRNP участвуют в контроле качества некодирующих РНК, регулируют стабильность РНК и у некоторых видов участвуют в клеточном ответе на стресс. У многих видов, в числе которых лягушка Xenopus laevis, нематода C. elegans и домовая мышь, Ro60 связывается с такими дефектными некодирующими РНК, как неправильно уложенные 5S рРНК и малая ядерная РНК U2. Нематоды, лишённые гомолога Ro60, жизнеспособны, однако у них нарушается процесс формирования особой личинки, предназначенной для перенесения неблагоприятных условий. Под действием УФ-излучения в клетках мыши и D. radiodurans происходит накопление RoRNP, и в отсутствие Ro60 их устойчивость к УФ-излучению понижается. У D. radiodurans ортолог Ro60 участвует в созревании рРНК, экспрессия которых была индуцирована тепловым стрессом, и разрушении рРНК, вызванном голоданием. Связывание Ro60 с неправильно уложенными некодирующими РНК неспецифично в отношении последовательности, и, по-видимому, этот белок может связываться с самыми разными РНК. По этой причине RoRNP можно рассматривать как внутриклеточные сенсоры стресса. В отсутствие Ro60 уровень Y-РНК в клетках как эукариот, так и прокариот снижался, из чего, вероятно, следует, что Ro60 стабилизирует Y-РНК, с которыми он взаимодействует.
Y-РНК участвует в инициации репликации хромосомной ДНК, а именно в формировании новых репликативных вилок. Однако они не нужны для элонгации и репликации и самого процесса удвоения ДНК как такового. Y-РНК вовлечены в инициацию репликации ДНК не сами по себе, а посредством белков. Для участия в инициации репликации ДНК необходим верхний стебель Y-РНК, но не участки связывания с белками Ro60 и La и не сами эти белки. Фактически около половины Y-РНК в человеческих клетках существует вне комплексов с белками Ro60 и La. Нарушение работы Y-РНК с помощью РНК-интерференции блокирует репликацию ДНК и пролиферацию клеток млекопитающих. При этом нормальный фенотип возвращается при введении в такие клетки короткой двуцепочечной РНК, соответствующей верхнему стеблю РНК hY1. Инактивация Y-РНК с помощью морфолиновых олигонуклеотидов в эмбрионах X. laevis и рыбы Danio rerio приводит к остановке развития и гибели на ранних этапах эмбриогенеза. В человеческих опухолях, напротив, наблюдается сверхэкспрессия Y-РНК по сравнению с нормальными тканями. Последовательности верхних стеблей Y-РНК таких организмов, как C. elegans, B. floridae и D. radiodurans, сильно отличаются от последовательностей позвоночных, и эти Y-РНК не могут функционально заменить Y-РНК в клетках человека.
Конкретный механизм участия Y-РНК в инициации репликации ДНК неизвестен. Известно, однако, что Y-РНК взаимодействует с несколькими белками, вовлечёнными в инициацию репликации ДНК, в числе которых комплекс распознавания ориджина репликации ORC, а также en, Cdt1 и DUE-B, но не взаимодействует с белками репликативной вилки. С помощью флуоресцентно-меченных Y-РНК удалось показать, что у человека Y-РНК динамически взаимодействуют с нереплицированным хроматином в G1-фазе клеточного цикла, колокализуясь с несколькими белками инициации репликации ДНК. После того как репликация началась, Y-РНК вытесняются из места начала репликации и не выявляются в местах активного синтеза ДНК.

## Локализация
У эукариот биогенез Y-РНК начинается в ядре, но в дальнейшем Y-РНК могут выйти в цитоплазму, как другие транскрипты РНК-полимеразы III (тРНК и пре-микроРНК), или же остаться в ядре, как малые ядерные РНК. Экспериментальные данные об относительном распределении Y-РНК между ядром и цитоплазмой противоречивы, возможно, из-за используемых методик. Первоначальные эксперименты с фракционированием клеток показали, что в клетках млекопитающих в культуре и ооцитах X. laevis Y-РНК локализованы преимущественно или даже исключительно в цитоплазме. Далее было показано, что hY1, hY3 и hY4 (и соответствующие мышиные гомологи) находятся в цитоплазме, а hY5 накапливается в ядре. Гибридизация in situ и электронная микроскопия показали, однако, что Y-РНК образуют дискретные кластеры как в ядре, так и в цитоплазме в клетках человека в культуре. В пролиферирующих человеческих клетках hY1, hY3 и hY5 также выявляются на краю ядрышка (в околоядрышковом компартменте). Использование флуоресцентно-меченных Y-РНК показало, что все четыре человеческие Y-РНК динамически связываются с хроматином в переходе из G1-фазы в S-фазу. При этом hY1, hY3 и hY4 локализуются вместе и связаны преимущественно с эухроматином на ранних этапах репликации, а hY5 накапливается в ядрышке. В связи с тем, что hY5 взаимодействует с 5S рРНК и локализуется в ядрышке, можно предположить, что она участвует в биогенезе рибосом. Таким образом, вероятнее всего, Y-РНК присутствуют как в ядре, так и в цитоплазме эукариотических клеток, а их относительное преобладание в одном из компартментов связано с методологией эксперимента.
Экспорт Y-РНК из ядра происходит при участии ГТФазы Ran, поэтому в роли транспортных рецепторов для Y-РНК, вероятнее всего, выступают экспортины. Нижний стебель Y-РНК очень похож на структуру других РНК-субстратов экспортина-5, и было показано, что экспортин-5 связывается с комплексом hY1 и Ran/ГТФ. Делеция нижнего стебля hY1 вызывает нарушения в её экспорте из ядра. Механизм обратного поступления Y-РНК в ядро неизвестен.
Было высказано предположение, что в клетках млекопитающих Y-РНК регулирует внутриклеточную локализацию Ro60. Этот белок выявляется и в ядре, и в цитоплазме, и было показано, что Y-РНК может влиять на его локализацию. В клетках мыши связывание Y-РНК с Ro60 приводит к тому, что его сигнал ядерной локализации оказывается скрыт в глубине комплекса, из-за чего RoRNP остаётся в цитоплазме.
Внутриклеточная локализация Y-РНК меняется в условиях стресса. У некоторых видов после окислительного стресса или воздействия УФ-излучения и Ro60, и Y-РНК накапливаются в ядре, что согласуется с предполагаемой ролью RoRNP в клеточном ответе на стресс. Возможно также, что в условиях стресса нарушается работа ГТФазы Ran, что приводит к накоплению комплексов в ядре.
У млекопитающих Y-РНК могут быть селективно упакованы в вирусные частицы. Подобный эффект был показан для ВИЧ-1 и вируса мышиной лейкемии Moloney. Для упаковки в вирионы не нужен Ro60, и, вероятно, это происходит на ранних этапах биогенеза Y-РНК, когда она ещё не успевает покинуть ядро. Роль Y-РНК в вирусной инфекции неизвестна.
С помощью нозерн-блоттинга была проанализирована экспрессия Y-РНК в различных тканях взрослых мышей. Базальный уровень экспрессии mY1 и mY3 наблюдался во всех тканях. Наибольшие уровни Y-РНК наблюдались в мозге, лёгких, сердце, желудке, почках, яичниках, жировой и мышечной тканях, а наименьшие — в печени, кишечнике, селезёнке, коже и крови. При этом паттерн экспрессии Y-РНК был похож на таковой у Ro60.

## Производные Y-РНК
Секвенирование тотальной РНК, выделенной из эукариотических клеток, показало, что в клетках в состоянии апоптоза накапливается много малых РНК, представляющих собой «обломки» Y-РНК. Тем не менее, эти малые РНК связываются с Ro60 и La, поэтому, видимо, участки связывания с этими белками в нижнем стебле защищены от разрушения. Вероятно, основной мишенью разрушения при апоптозе является верхний стебель, который участвует в инициации репликации ДНК. Производные Y-РНК также выявляются в пролиферирующих клетках, как раковых, так и нераковых, в мозге, сетчатке и других здоровых тканях млекопитающих, а также в разнообразных опухолях. Некоторые из них были первоначально ошибочно идентифицированы как новый тип микроРНК, образующийся при процессинге полноразмерных Y-РНК. Однако впоследствии было показано, что малые РНК образуются из Y-РНК не так, как микроРНК. Более того, производные Y-РНК, в отличие от микроРНК, не участвуют в сайленсинге генов. Было показано, что в крови человека и других животных циркулирует большое количество производных Y-РНК, как в составе везикул, так и в виде свободных рибонуклеопротеинов. Уровень РНК, образованных из 3'- и 5'-концов Y-РНК, а также из 5'-конца тРНК, значительно выше в крови пациентов, страдающих от рака груди, по сравнению со здоровыми людьми, поэтому эти РНК могут иметь диагностическое значение как биомаркеры рака. Полноразмерные Y-РНК и производные Y-РНК были выявлены в везикулах, образованных мышиными иммунными клетками, кроме того, производные Y-РНК составляют весомую долю РНК-компонента экзосом в человеческой сперме. Фрагмент Y-РНК, известный как EV-YF1, в составе экзосом, вероятно, можно использовать для минимизации отрицательных эффектов на сердце и почки, вызванных инфузиями ангиотензина II. Фрагмент Y-РНК, известный как 5'-YsRNA, возможно, может служить биомаркером синдрома Шегрена. Функции производных Y-РНК неизвестны, но, возможно, они участвуют в передаче сигнала между клетками.

## Бактериальные Y-РНК
Лучше всего Y-РНК изучены у бактерии Deinococcus radiodurans. У этой бактерии почти все функции Y-РНК так или иначе связаны с гомологом Ro60, известным как Rsr. Например, Y-РНК обеспечивает взаимодействие Rsr с экзорибонуклеазой полинуклеотидфосфорилазой. Y-РНК и Rsr опосредуют клеточный ответ на воздействие УФ-излучения. У Salmonella enterica serovar Typhimurium Y-РНК также тесно взаимодействуют с Rsr. Поиск гомологов Y-РНК Salmonella показал, что Y-РНК очень широко распространены среди бактерий, а также кодируются геномами некоторых бактериофагов. Некоторые бактериальные Y-РНК даже демонстрируют структурное сходство с тРНК. Широкое распространение Y-РНК среди неродственных бактерий говорит о том, что у большинства видов гены Y-РНК были приобретены при помощи горизонтального переноса генов.

## Клиническое значение
Чрезмерная экспрессия Y-РНК характерна для некоторых человеческих опухолей и необходима для клеточной пролиферации. Кроме того, небольшие фрагменты размером с микроРНК, образующиеся при распаде Y-РНК, могут играть некоторую роль в развитии аутоиммунных заболеваний и некоторых других патологических состояний.